# Lycia necessaria
Lycia necessaria är en fjärilsart som beskrevs av Philipp Christoph Zeller 1849. Lycia necessaria ingår i släktet Lycia och familjen mätare, Geometridae. Inga underarter finns listade i Catalogue of Life.